# 洛馬欽齊 (溫基夫齊區)
48°57′46″N 27°18′45″E / 48.96278°N 27.31250°E
洛馬欽齊（烏克蘭語：Ломачинці）是位於烏克蘭西部的村莊，由赫梅利尼茨基州裡赫梅利尼茨基區的溫基夫齊市鎮負責管轄。該村始建於1632年，面積1.71平方公里，海拔高度296米，2001年人口447。